# Calanthe aristulifera
Calanthe aristulifera är en orkidéart som beskrevs av Heinrich Gustav Reichenbach. Calanthe aristulifera ingår i släktet Calanthe och familjen orkidéer. Inga underarter finns listade i Catalogue of Life.